# Jacques Grévin
Jacques Grévin (Clermont, 1539 circa – Torino, novembre 1570) è stato un drammaturgo francese.

## Biografia
Nato a Clermont intorno al 1539, studiò medicina all'Università di Parigi. Divenne discepolo di Ronsard e fu uno dei drammaturghi che cercarono di introdurre il dramma classico in Francia. Come sottolineato da Sainte-Beuve, le commedie di Grévin mostrano notevoli affinità con le farse che le hanno precedute. La sua prima commedia,La Maubertine, andò perduta e costituì la base di una nuova commedia, La Trésorière, rappresentata per la prima volta al collegio di Beauvais nel 1558, anche se era stata originariamente scritta su desiderio di Enrico II per celebrare il matrimonio di Claude, duchessa di Lorena.
Nel 1560 seguì la tragedia Jules César, ad imitazione di quella in latino di Muret, ed una commedia, Les Ébahis, la più importante ma nello stesso tempo più osé delle sue opere. Grévin fu anche autore di alcune opere di medicina e di varie poesie, che vennero lodate da Ronsard anche quando i due amici erano separati da differenze religiose. Grévin nel 1561 divenne medico e consigliere di Margherita di Savoia e morì presso la sua corte a Torino nel 1570.
The Théâtre of Jacques Grévin venne stampato nel 1562, e in Ancien Théâtre français, vol. iv. (1855-1856). Vedere L Pinvert, Jacques Grévin (1899).